# Baraka Football Club
Maillots
Le Baraka Football Club, plus couramment abrégé en Baraka FC, est un club guinéen de football fondé en 1994 et basé à Coléah, quartier de Conakry, la capitale du pays.
Il joue dans la Troisième division guinéenne, qui constitue le troisième niveau du football guinéen.

## Histoire
En 2009, l'équipe remporte la Coupe Nationale de Guinée.

## Stade
Actuellement, l'équipe joue au Stade Municipal de Coléah, d'une capacité de 1 000 places.

## Bilan sportif

### Palmarès
| Compétitions nationales                |
| -------------------------------------- |
| - Coupe de Guinée : 1 Vainqueur : 2009 |

### Performance dans les compétitions de la CAF
- Coupe de la Confédération CAF : 1 participation

2010 - Tour préliminaire